# In Search of Space
In Search of Space — второй студийный альбом британской рок-группы Hawkwind, записанный с продюсером Джорджем Кьянцем в Olympic Studios и выпущенный United Artists Records в октябре 1971 года. Альбом поднялся до #18 в UK Albums Chart.

## Перемены в составе
К моменту начала работы над альбомом группу покинул бас-гитарист Джон А. Харрисон, которого заменил сначала Томас Кримбл, затем Дэйв Андерсон из Amon Duul II (который также ушёл — ещё до того, как альбом увидел свет). Главным приобретением Hawkwind стал в те дни (по определению Allmusic) «выдающийся поэт галактик» Роберт Калверт. Активного участия в студийной работе группы он не принимал, зато при участии художника-графика Барни Бабблса разработал концепцию и написал текст 24-страничного буклета The Hawkwind Log (с фотографиями Фила Франкса), который стал своего рода меморандумом группы. Место временно ушедшего Дик-Мика занял звукоинженер Дел Деттмар. Хью Ллойд-Лэнгтон также покинул группу — после катастрофического LSD-трипа на фестивале Isle of Wight.

## Песни альбома
Альбом открывает «You Shouldn’t Do That» — пространная композиция, которую группа исполняла на концертах ещё с тех пор, когда в составе играл Кримбл. Последний утверждает, что должен был бы упомянут в числе соавторов, поскольку именно ему принадлежит базовая басовая партия. Композиция была записана в ходе BBC-сессии в Maida Vale 19 мая 1971 года для программы Sounds of the Seventies. Бутлег-версия концерта появилась на бутлеге (The Text of Festival). Позже в более полном виде композиция была включена в альбом Roadhawks (1976), в различных версиях вошла в альбомы The Business Trip (1994) и Spaced Out in London (2004).
В «You Know You’re Only Dreaming» были использованы рифф и общая атмосферность композиции группы Steve Miller Band «Jackson-Kent Blues» (из альбома Number 5). Брок признавал, что творчество Милера оказало на него влияние Эта композиция также была записана для сессий BBC Sounds of the Seventies и появлялась на нескольких концертных альбомах (The 1999 Party, 1974; The Business Trip, 1994).
«Master of the Universe» была написана Броком и Ником Тёрнером, хотя Андерсон считает, что и ему могли бы отдать должное, как сочинившему основной рифф. Этот трек — единственный в альбоме, посвященный космической теме; он был записан в ходе той же радиосессии Sounds of the Seventies. Песня надолго вошла в концертный репертуар группы и появилась на нескольких концертных альбомах.
«We Took the Wrong Step Years Ago» — композиция, исполненная на 12-струнной гитаре и переходящая в джемминг; её тема — «ошибочное» направление развития, избранное человеческим обществом.
«Adjust Me» — импровизация, в создании и записи которой приняли участие все музыканты группы.
«Children of the Sun» — гитарный трек, сначала акустический, затем поддержанный электрогитарой и басом; использованный здесь рифф был в те годы весьма распространен (Марк Болан, «Children Of The Revolution»).
Бонус-трек «Seven by Seven», вышел би-сайдом сингла «Silver Machine».

## Концепция
Песенный материал альбома не был концептуальным. Идея, которая вскоре реализовалась как Space Ritual, была выражена, скорее, в тексте The Hawkwind Log, прилагавшегося к альбому. Начинался «вахтенный журнал» такими словами:

Космический корабль «Хоквинд» был обнаружен капитаном Р. Н. Калвертом из Societe Astronom? (Международной гильдии художников, призванной в Вечность для поиска и демонстрации проявлений внеземного разума) 8 июля 1971 года неподалёку от Mare Librium, у Южного полюса. Это открытие послужило причиной спекуляций куда более необычных, чем все космические открытия, с какими мы до сих пор сталкивались. Факты, связанные с обнаружением этого дрейфующего двухмерного корабля, были до такой степени искажены всевозможными домыслами и слухами, что любые дальнейшие попытки оценки этого события могли бы лишь послужить сгущению тумана.Оригинальный текст (англ.)The spacecraft Hawkwind was found by Captain RN Calvert of the Societe Astronom? (an international guild of creative artists dedicated in eternity to the discovery and demonstration of extra-terrestrial intelligence) on 8 July 1971 in the vicinity of Mare Librium near the South Pole. The discovery of the Hawkwind has led to more wild speculation than any of the mysteries of space that we have so far encountered. The facts surrounding the discovery of this drifting two-dimensional spaceship have been so distorted by guesswork and rumour that any further attempts at assessment would only increase the density of the fog.— The Hawkwind Log
Вахтенный журнал повествует о событиях разных времен и в разных точках пространства; в их числе — возвращение на выжженную планету Земля в ноябре 1987 года. В числе тем, здесь затрагиваемых, — астрономия и астрология, экология, академическая наука, оккультизм и мистицизм, религия и философия.
Некоторые фрагменты «журнала» впоследствии использовались в песенном материале Hawkwind: записи от «02 ч. 07 мин. 15 April 1572, Praesepe cluster» и «Countdown to Lift Off» появились на альбоме Space Ritual под заголовками «The Awakening» и «Ten Seconds of Forever» (соответственно). Песнопение «Offering of the Pipe» («Hetchetu Aloh») под заголовком «Black Elk Speaks» вошло в альбом Space Bandits.
Одна из последних записей журнала («5 мая 1971 года, Лэдброк Гроув») выглядит так:

Индикаторы запасов времени/пространства почти на нуле. Наши мысли теряют глубину, вскоре они сложатся одна в другую, в плоскость и станут не более чем поверхностью. Наш корабль сложится, как картонная папка и шумы наших мыслей скомпрессуются в диск сияющей черноты, который будет вращаться в вечности.Оригинальный текст (англ.)Space/time supply indicators near to zero. Our thoughts are losing depth, soon they will fold into each other, into flatness, into nothing but surface. Our ship will fold like a cardboard file and the noises of our minds compress into a disc of shining black, spinning in eternity...— The Hawkwind Log

## Запись
Группа начала работу над альбомом в студии Джорджа Мартина AIR Studios, но уже через неделю звукоинженеры выразили недовольство её поведением — после того, как друзья музыкантов взломали бар Мартина, похитили оттуда все напитки, подмешали в них «кислоту» и напоили работников. Записывающая компания срочно перевела группу в Olympic Studios и поручила продюсеру Джорджу Кьянцу как можно быстрее завершить работу над альбомом.

## Оформление
На обложке альбома явственно видна буква «X» перед заголовком: это явилось причиной разночтений: появилась версия, согласно которой, название должно читаться как X In Search of Space. На заднике конверта была изображена обнажённая танцовщица Стася на сцене во всполохах стробоскопа и под надписью: «TECHNICIÄNS ÖF SPÅCE SHIP EÅRTH THIS IS YÖÜR CÄPTÅIN SPEÄKING YÖÜR ØÅPTÅIN IS DEA̋D».
Внутри на развороте была помещена общая фотография участников группы, но поскольку Дик Мик сначала покинул состав, а перед самым релизом вернулся, его снимок был добавлен задним числом, причем с поспешностью, которая сказалась на качестве оформления. Также на внутреннем развороте были представлены многочисленные фотографии с концертов Hawkwind и Pink Fairies, которые две группы давали в Лондоне под Уэствеем.

## Отзывы критики
Обозреватель Melody Maker проанализировал альбом в контексте краут-рока, несколько скептически отозвавшись об инструментальной его части, но признав, что группе нет равных в вопросе творческого подхода к использованию электроники. Журнал Beat Instrumental назвал альбом «великолепным», отметив достигнутый здесь удачный стилистический баланс между спейс- и хард-роком.
В США высоко оценил альбом Лестер Бэнгс, обозреватель журнала Rolling Stone; при этом, однако, он охарактеризовал музыку как «монотонный джемминг с гипнотическими ритмами и сольными партиями, разворачивающимися <в прямом смысле слова> в космическое пространство». Рецензент журнала Billboard назвал музыку альбома «настойчиво увлекающей, электронно и повторяющейся», заметив что группа занимается «расширением разума» в полном соответствии с собственными декларациями.
В апреле 2006 года журнал Classic Rock поместил альбом на #83 в списке «The 100 Greatest British Rock Albums», заметив в комментарии, что «именно с этим релизом в чарты вошло звучание спейс-рока», и что «…драммер Терри Оллис и басист Дэйв Андерсон способны были вести потрясающий грув, позволяя остальным музыкантам группы в их „кислотном“ приключении оторваться по полной, не опасаясь потеряться самим и потерять слушателя».
В том же выпуске Стивен Уилсон из Porcupine Tree поместил альбом на #2 в своем списке пяти лучших альбомов, отметив «невероятный водоворот космического звучания» и «языческую чувственность, которой наполнен альбом». «Отказавшись от идеи 'солирования', <группа посвятила себя> исследованию понятия 'потусторонности'», — заметил он.

## Список композиций

### Сторона А
1. «You Shouldn’t Do That» (Turner/Brock) 15:42
2. «You Know You’re Only Dreaming» (Brock) 6:38

### Сторона В
1. «Master of the Universe» (Turner/Brock) 6:17
2. «We Took the Wrong Step Years Ago» (Brock) 4:50
3. «Adjust Me» (Hawkwind) 5:45
4. «Children of the Sun» (Turner/Anderson) 3:21

#### Бонус-треки (1996)
1. «Seven By Seven» (Original Single) (Brock) 5:24
2. «Silver Machine» (Original Single Version) (Live at the Roundhouse) (Calvert/Brock) 4:40
3. «Born to Go» (Single Version Edit) (Live At the Roundhouse) (Calvert/Brock) 5:04

## Хронология изданий
- 1971, октябрь. United Artists Records, UAG29202, винил, Великобритания. Альбом вышел с 24-страничным буклетом The Hawkwind Log
- 1981, январь. Liberty Records. LBG29202. Великобритания, винил.
- 1987, EMI Fame, FA3192. Великобритания, винил
- 1989, май. EMI Fame, CDFA3192, UK, CD
- 1991, июль. One Way Records, CDLL57474, USA CD
- 1996, март. EMI Remasters, HAWKS2, UK CD
- 2003, март. EMI Records, 3823682, UK. Двойной CD в комплекте с Doremi Fasol Latido

## Участники записи
- Dave Brock — гитара (электрическая и акустическая), вокал, гармоника, клавишные
- Nik Turner — саксофон, флейта, вокал
- Del Dettmar — синтезатор
- Dik Mik — синтезатор
- Dave Anderson — бас-гитара, гитара
- Terry Ollis — ударные

Бонус-треки
- Robert Calvert — вокал
- Lemmy (Иэн Килмистер) — бас-гитара, вокал («Silver Machine»)
- Саймон Кинг — ударные